# Greenfield (Minnesota)
Greenfield – miasto w Stanach Zjednoczonych, w stanie Minnesota, w hrabstwie Hennepin.